# جورج إيرل واتسون
جورج إيرل واتسون (بالإنجليزية: George Earl Watson)‏ هو سياسي أمريكي، ولد في 16 أكتوبر 1897، وتوفي في 17 أبريل 1975.